# رادا اوون
رادا اوون (به انگلیسی: Rada Owen) (زادهٔ ۱۲ اکتبر ۱۹۷۸) شناگر اهل ایالات متحده آمریکا است.